# Sarepta (Fenicië)
Sarepta (Hebreeuws: צרפת) was een versterkte Fenicische stad genoemd in de Hebreeuwse Bijbel gelegen aan de Middellandse Zee tussen Sidon en Tyrus in het huidige Libanon. De resten van de oude stad liggen aan de kust tussen Ras Al-Qantara en het mausoleum van Khodr Abu Abbas ongeveer 1,5 km van het moderne Sarafand dat niet aan de kust ligt. Geschriften van de Assyrische vorst Sanherib zeggen dat de stad tot het koninkrijk Sidon behoorde.

## Geschiedenis
De eerste vermelding van de stad vinden we in de Anastasi I papyrus van het British Museum uit de 14e eeuw v.Chr. vertaald door François Chabas, waarin de reis beschreven werd van een Egyptische Functionaris. Hij somt onder meer een aantal Fenicische steden onderworpen aan Egypte op. Zo noemt hij onder andere Gebal (Byblos), Barouta (Beiroet), Tsidouna (Sidon), Tsarapouta (Sarepta), Tsar (Tyrus) enz. De stad ontstond waarschijnlijk rond 1600 v.Chr. en zoals in de inleiding gezegd, behoorde ze tot het koninkrijk van Sidon. Ze werd overgenomen door Tyrus na de invasie van Salmanasser IV in 722 v.Chr. en daarna werd ze ingelijfd in het Assyrische rijk door Sanherib in 701 v.Chr. en dit was eigenlijk het einde van de stadstaten in de Levant.
In de Hebreeuwse Bijbel wordt de stad Zarfath genoemd in het Bijbelboek 1 Koningen in het verhaal van Elia die verblijft bij de weduwe van Sarefat. In het Nieuwe Testament vindt men een verwijzing naar Sarepta in het land van Sidon.

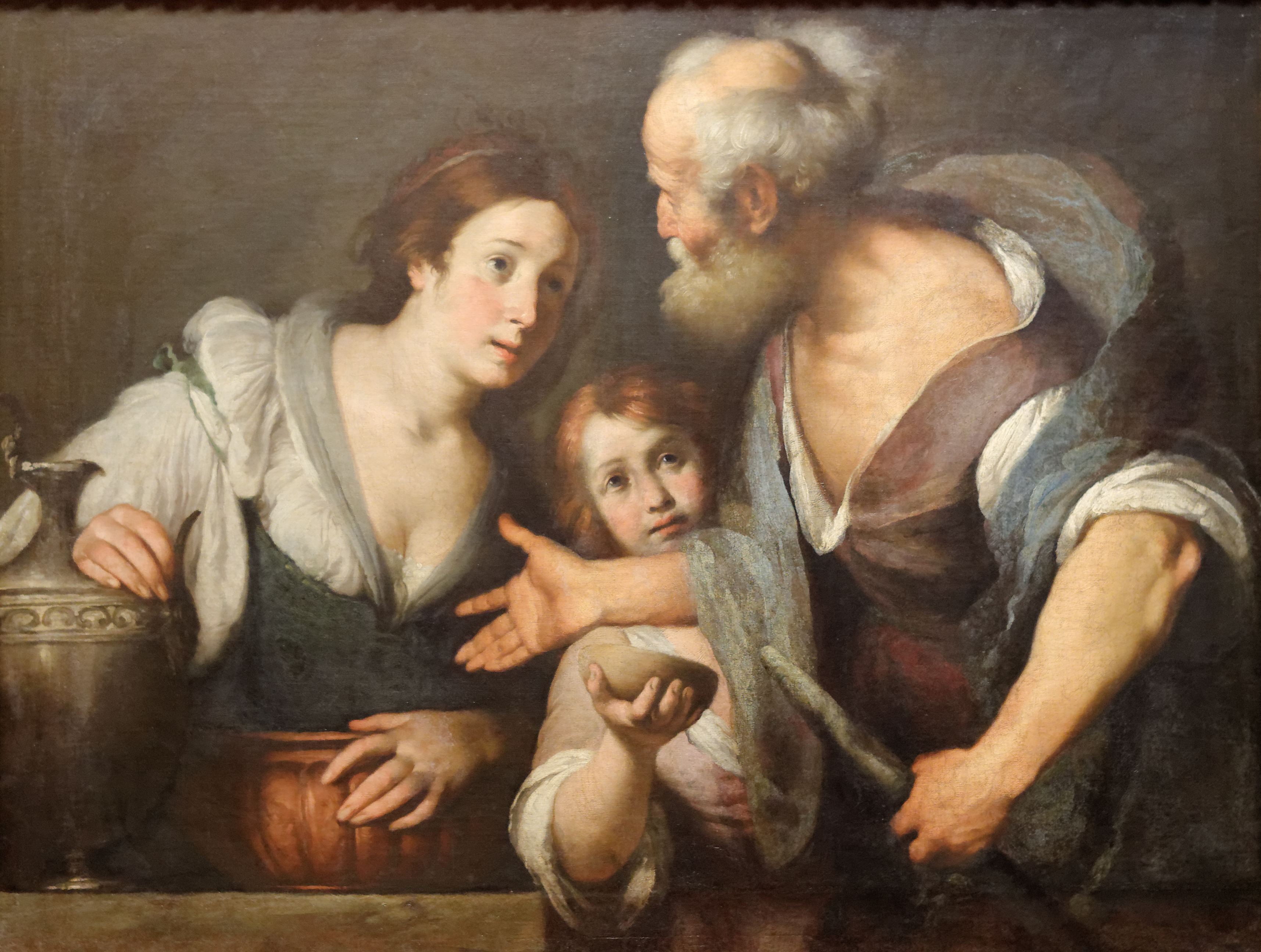
De weduwe van Zarfath en Elia, Bernardo Strozzi ca. 1630, Wenen, Kunsthistorisches Museum.

Al snel na de dood van Christus dringt het christelijk geloof door in Libanon vanuit Galilea. De stad werd vermeld in de Itinerarium Burdigalense, maar ook in het Onomasticon van Eusebius van Caesarea.
Tijdens de kruistochten was Sarepta de zetel van een bisdom en was er een kruisvaarderkerk gewijd aan St. Elia. De kruisvaarders hadden er ook een burcht gebouwd waarvan de resten ook vandaag nog te zien zijn. Sarepta maakte toen deel uit van het koninkrijk Jeruzalem en de streek bleef onder christelijk bewind tot de mammelukken Libanon heroverden in de late 13e eeuw.
Het mammelukse Rijk werd ten val gebracht door de Ottomanen. In 1517 versloeg sultan Selim I het mammelukse leger en veroverde hun hele rijk in slechts enkele jaren. Na de Eerste Wereldoorlog waarin de Ottomanen de kant kozen van de Duitsers, werd Libanon onafhankelijk.

## Archeologisch onderzoek
Op de plaats van het oude Sarepta werd archeologisch onderzoek uitgevoerd tussen 1969 en 1974.
Sarepta is de enige oude Fenicische stad die grondig archeologisch onderzocht werd, omdat er geen moderne bewoning was. In steden als Sidon en Tyrus is dit nagenoeg onmogelijk. De meeste vondsten komen dan ook uit de Fenicische kolonies op Sicilië, Sardinië, in Spanje (Cadiz) en in Tunesië (Carthago). De opgravingen in Sarepta, die een ganse reeks ovens en pottenbakkersateliers opleverden, gaven het bewijs van een ononderbroken keramiekproductie van 1450 à 1400 voor Christus tot 350 voor Christus Men kon vaststellen dat er geen onderbreking van bewoning of van activiteit geweest was op het einde van de Bronstijd tegen het einde van het tweede millennium in circa 1200 voor Christus, de periode van de inval van de zogenaamde zeevolken in de Levant.
Naast de keramiek productie werden er ook sporen gevonden van de productie van olijfolie in grote stenen persen, van de productie van purper kleurstof en van metaalbewerking. Er werd ook een haventje ontdekt gemaakt uit grote bewerkte steenblokken. Dat haventje uit de Romeinse periode in de 1e eeuw werd genoemd door Flavius Josephus in zijn Oude geschiedenis van de Joden (Boek VIII, xiii:2) en door Plinius de Oudere in de Naturalis historia (Boek V, 17). Het haventje wordt vandaag nog gebruikt door lokale vissers.
De opgravingen leverden ook een ganse reeks van geïmporteerde artefacten op. De datering hiervan gebeurde door vergelijking met keramiek van buiten Fenicië. Het oudste materiaal kwam van Cyprus uit het middenbrons (2000-1600 voor Christus) en de late bronstijd. Maar het grootse deel van de voorwerpen uit de bronstijd kwamen uit Mycene en duidden op een belangrijke commerciële activiteit in de 14e en 13e eeuw voor Christus (late bronstijd). Er werden ook een aantal voorwerpen uit de vroege ijzertijd (1200-1000 voor Christus) gevonden, het gros daarvan kwam opnieuw uit Cyprus. Een aantal vondsten uit de 7e eeuw voor Christus waren afkomstig van Rhodos.
Een belangrijke vondst was een beeld en een ivoren plaket in een tempeltje uit de 8e eeuw voor Christus met een inscriptie die luidde dat de tempel toegewijd was aan Tanit-Astarte. Dit was de eerste indicatie dat de godin Tanit ook vereerd werd in Fenicië zelf en niet alleen in de kolonies in het westen en in Cartagho. Op dezelfde plaats vond Pritchard ook een aantal votief beeldjes, amuletten en vaten die gebruikt werden bij de cultus. In het heiligdom was blijkbaar ook plaats voorzien voor een Baitylia, een heilige steen.
De archeologische site is momenteel erg verwaarloosd en gedeeltelijk vernield door moderne bouwwerken.